# The Power and the Glory
The Power and the Glory är ett konceptalbum av den progressiva rockgruppen Gentle Giant, utgivet 1974. Både albumets namn och inspiration till låttexterna kommer från Graham Greenes bok med samma namn (Makten och härligheten på svenska).

## Låtlista
Alla låtar skrivan av Minnear, Shulman och Shulman.
1. "Proclamation" - 6:48
2. "So Sincere" - 3:52
3. "Aspirations" - 4:41
4. "Playing the Game" - 6:46
5. "Cogs in Cogs" - 3:08
6. "No God's A Man" - 4:28
7. "The Face" - 4:12
8. "Valedictory" - 3:21
9. "The Power and the Glory" - 2:53 (bonusspår på vissa utgåvor)

## Medverkande
- Derek Shulman - sång och saxofon
- Kerry Minnear - keyboard, sång och cello
- Ray Shulman - bas, violin och sång
- Gary Green - gitarr
- John Weathers - trummor, slagverk och sång